# Homosexualité en Chine

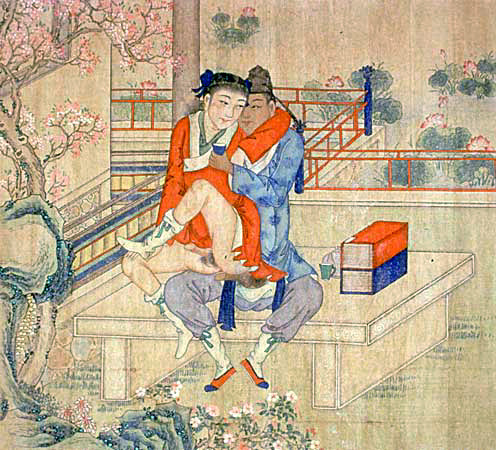
Deux jeunes hommes buvant du thé en ayant une relation sexuelle. Image d'un rouleau manuscrit sur des thèmes homosexuels, peinture sur soie. Chine, dynastie Qing, Institut Kinsey, Bloomington (Indiana).

La situation de l’homosexualité dans la culture chinoise est relativement ambiguë dans le contexte actuel, mais plusieurs éléments ont subsisté à travers l'histoire de la Chine.

## Vision traditionnelle de l'homosexualité dans la société chinoise
D'après la pensée issue de Confucius, un homme doit se conformer au rôle traditionnel, de même qu'une femme. Mais l'homosexualité n'est pas considérée comme un péché au sens chrétien.
Le taoïsme valorise l'équilibre entre le yin (陰, principe féminin) et le yang (陽, principe masculin), tout homme étant yang et toute femme yin. Les divinités taoïstes sont cependant souvent montrées en couple de même sexe (par exemple Shanshen et Tudigong).

## Histoire

### Chine ancienne et médiévale

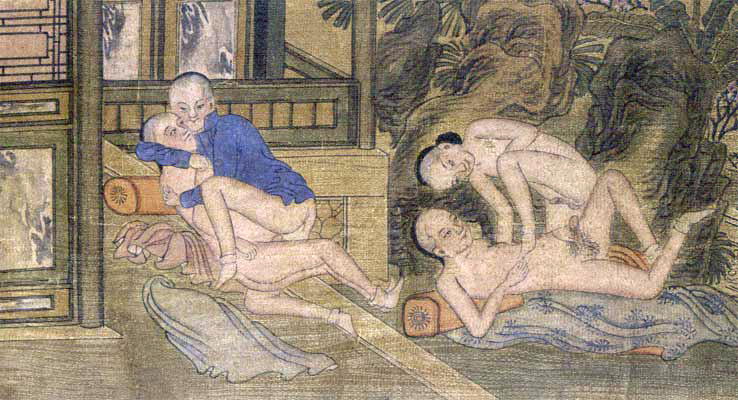
Jeunes hommes se livrant à des jeux érotiques, rouleau manuscrit, aquarelle sur papier, Beijing, dynastie Qing, fin du XIXe siècle, collection privée.

Les références à l'homosexualité en Chine remontent aux premiers temps de l'histoire du pays, dès la dynastie Shang (XIVe siècle av. J.-C.-XIe siècle av. J.-C.). En Chine l’homosexualité « se porte » et avec beaucoup d’élégance sous les dynasties Liao et Song du Nord aux Xe et XIe siècles. Ces dynasties sont les plus tolérantes : c'est à cette période que l’homosexualité est le plus représentée et le moins tabou. Après le XIe siècle, l’homosexualité masculine n’est pas représentée plus fréquemment que dans l’art occidental. Mais il faut distinguer particulièrement en Chine l’art officiel des représentations pornographiques. Car si l’art officiel n’est pas particulièrement friand de cette iconographie, les dessins anonymes de petits formats qui circulent dans le voisinage de l’artiste s’amusent beaucoup plus à représenter le corps nu et de manière crue. Ici, l’essence reprend l’apparence d’un corps et bien réel[réf. nécessaire].

### Changement de la perception de l'homosexualité sous la dynastie Ming
Vers la fin de la dynastie Ming (1368-1644), des changements sociétaux se font ressentir dans la société chinoise, instaurant une certaine intolérance vis-à-vis des homosexuels. Cette condamnation de l'homosexualité est l'héritage direct d'une application plus stricte des principes du néo-confucianisme.

### XVIIIesiècle
Au XVIIIe siècle, la condamnation de l'homosexualité en Chine prend une tournure radicale. Déjà moralement condamnée sous la dynastie Ming, elle devient purement et simplement illégale en 1740.

### Chine moderne
Dans les années 1930 et 1940, l'homosexualité est perçue comme un crime condamnable en Chine.
À partir de 1949, sous la république populaire de Chine, l'homosexualité est sévèrement réprimée. Les homosexuels sont accusés par le régime communiste de mœurs « décadentes et occidentales ». Ils sont souvent condamnés et envoyés dans des camps de rééducation par le travail.
Dans son ouvrage Prisonnier de Mao, l'ancien détenu du laogai, Jean Pasqualini raconte l’exécution de deux homosexuels vers 1960. L'un d'entre eux est récidiviste. Le détenu est condamné à sept ans de laogai pour homosexualité, puis sa peine est doublée pour vol. Enfin accusé d’avoir séduit un autre prisonnier, il est condamné à mort et exécuté. Pasqualini indique que l'homosexualité entre les détenus est très faible en effet d'une part ils risquent d’être fusillés sur le champ et d'autre part leur santé est telle qu’ils n’ont pratiquement plus de libido.
D'importants changements eurent lieu à la fin du XXe et au début du XXIe. La sodomie est dépénalisée en 1997, et la nouvelle Classification des désordres mentaux et leurs critères de diagnostic en Chine supprime l'homosexualité de la liste des maladies mentales le 20 avril 2001,. En 1996, Xian a créé Purple Phoenix, une ONG en ligne qui a fourni des nouvelles et du matériel d'information à la communauté lesbienne chinoise par courrier électronique et communication sur le site Web. Elle a également fondé Saturday Salon, un rassemblement hebdomadaire de lesbiennes à Pékin.
En 2009 a eu lieu la première marche des fiertés en Chine. Les organisateurs ont accepté que quelques événements soient annulés à la demande des autorités, pour ne pas choquer la population,. Cet évènement a réuni à peu près 500 personnes. Les lieux de rencontre (bars, restaurants, etc.) existent surtout dans les grandes villes, mais la situation des personnes homosexuelles est très variable selon la situation locale.
À Taïwan, où les homosexuels ont longtemps été persécutés, l'éviction du Kuomintang hors du pouvoir après les élections de 2016 ouvre la voie à une éventuelle légalisation du mariage homosexuel. Le projet rencontre l'hostilité de certaines organisations conservatrices, en particulier l'Union taïwanaise pour la protection des familles « très active en raison des moyens financiers dont elle dispose et du soutien qu’elle recueille auprès de certains lobbys américains ». En 2019, le mariage homosexuel y est finalement légalisé.
En Chine continentale, le sujet a déjà été discuté à l’Assemblée nationale populaire, et les principaux médias ne semblent pas opposés à cette idée. Cependant, des éléments de résistance s'affirment au sein de la société et de la classe politique. La série télévisée Addicted, sortie en 2016 sur une chaîne Internet, a remporté un grand succès auprès du public chinois, en racontant une romance à la fois facétieuse et touchante entre deux garçons. Malgré cela, la censure a interdit le tournage de la saison 2. Les deux principaux acteurs se sont vu interdire aussi d'être pris en photo ou filmés ensemble, même lorsqu'ils se trouvaient à l'étranger. Cette série ne présentait pourtant aucun discours antifamilial, ni aucune dimension politique ou juridique ; elle fournissait plutôt un éclairage bienveillant sur la société chinoise contemporaine.
Les communautés LGBT préfèrent utiliser le terme Tongzhi (同志, littéralement « même sujet ») au terme officiel Tóngxìnglìan (同性戀, littéralement « amour du même sexe »), qui a une connotation de maladie,.

## Culture

### Littérature

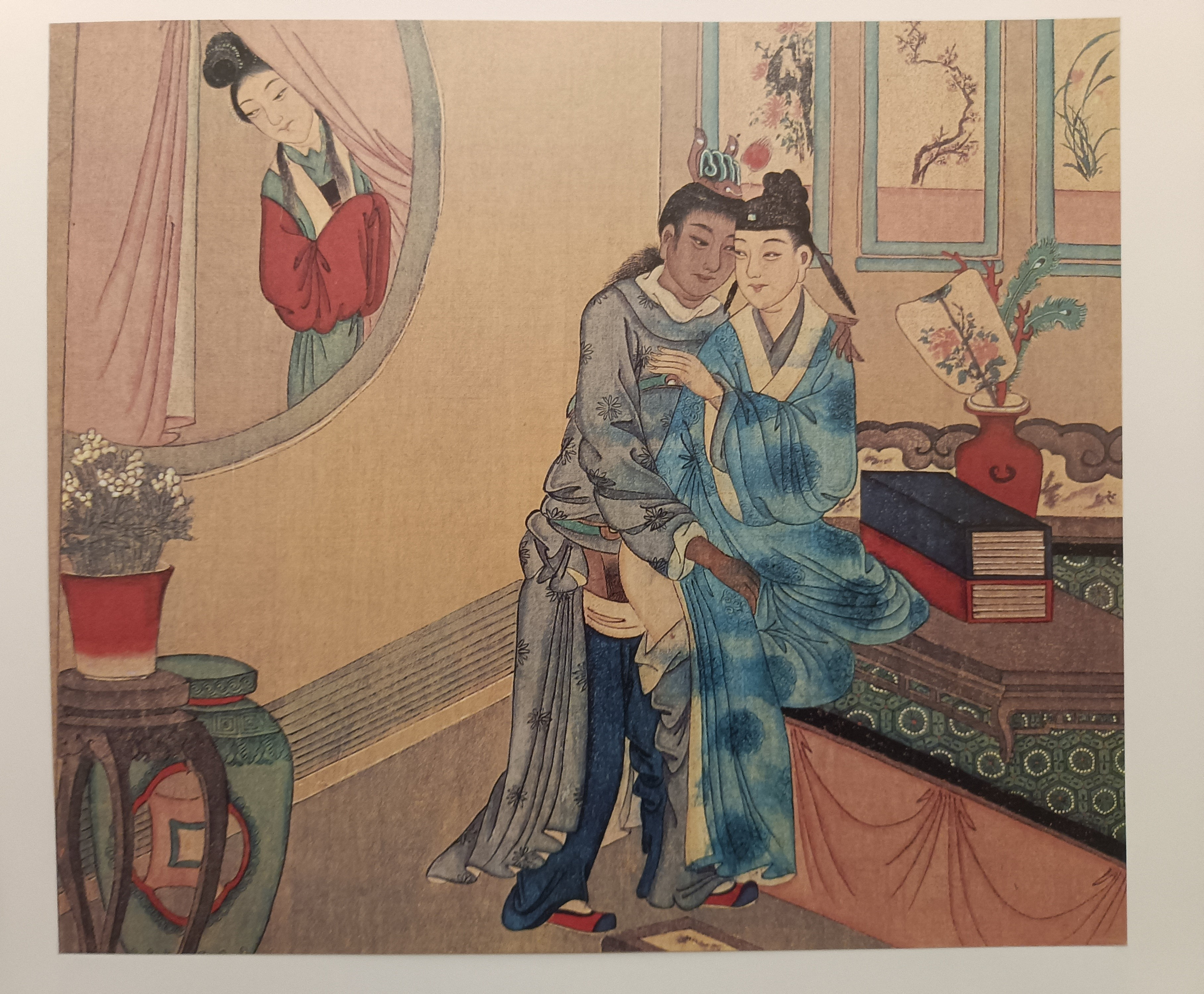
Une femme regardant un couple d'amants homosexuels. Peinture du XVIIIe siècle.

L'amitié entre hommes ou entre femmes était très représentée dans la culture de la Chine ancienne. Plusieurs exemples se détachent dans les romans classiques, dans Au bord de l'eau, sur une amitié masculine durable. Mais il s'agit de liens de camaraderie guerrière et non d'homosexualité. D'autres œuvres décrivent des relations moins platoniques. Dans Le Rêve dans le pavillon rouge, des hommes ont des relations hétérosexuelles et homosexuelles. Plusieurs poèmes chinois anciens racontent par la voix de leur narratrice des relations entre adolescentes avant le mariage.
Il y avait aussi une littérature érotique moins connue, car les livres ont été brûlés depuis. Certains manuscrits nous sont parvenus cependant. L'anthologie Bian er chai (弁而釵，Pinyin : Biàn ér chāi), ou Épingle de femme sous le bonnet viril, présente quatre nouvelles de cinq chapitres chacune. La première nouvelle, Chronique d'un loyal amour, montre un académicien de vingt ans courtisant un élève de quinze ans et des valets adolescents. Dans une autre anthologie, Qing Xia Ji (淸侠妓 Pinyin : Qīng xiá jì, Histoire du héros passionné), le personnage principal, Tchang, un valeureux soldat pourvu de deux femmes, se laisse séduire par son jeune ami Tchong. L'œuvre est parue entre 1630 et 1640.
Plus récemment, Ding Ling (丁玲 Dīng Líng), une femme de lettres chinoise féministe sulfureuse des années 1920, est généralement considérée comme traitant de l'homosexualité féminine dans ses récits, dans Le Journal de Mademoiselle Sophie (莎菲女士的日記 Pinyin : Shāfēi Nǚshì de rìjì). Une contemporaine, Huang Biyun (黄碧云, Pinyin : Huáng Bìyún, Cantonais : Wong Bikwan), écrit depuis une perspective lesbienne dans son récit C'est une jeune femme et moi aussi (她是女士，我也是女士 Pinyin : Tā shì nǚshì, wǒ yě shì nǚshì).
Le roman Garçons de cristal (en chinois Niezi, « mauvais fils ») de Bai Xianyong est la première œuvre à traiter du thème de l'homosexualité dans la littérature taïwanaise.

### Films et séries télévisées
- A Round Trip to Love (Chine)
- Addicted (Chine)
- Adieu ma concubine (Chine)
- Bishonen (HK)
- Buffering (HK)
- Butterfly (HK)
- Crystal Boys (Taïwan)
- East Palace West Palace (Chine)
- Eternal Summer (Taïwan)
- Fleeing by Night (Taïwan)
- L'Été de mes 17 ans (Taïwan)
- Garçon d'honneur (Taïwan)
- Happy Together (HK)
- Histoire d'hommes à Pékin (HK)
- HISt♂ry (Taïwan)
- HISt♂ry 2 (Taïwan)
- I Am Not What You Want (HK)
- Les Filles du botaniste, Canadien et Français, (2006)
- Nuits d'ivresse printanière (2009)
- Spider Lilies (Taïwan)
- Uncontrolled Love (Chine)
- Tongzhi in Love (documentaire, Chine/EU, Chine)
- Moneyboys, (Taïwan/Autriche) 2021

## Personnalités
- Leslie Cheung (chanteur et acteur de Hong Kong - décédé en 2003)
- Wan Yanhai et Li Yinhe (activistes pour la cause des LGBT et du Sida)
- Xian (activistes pour la cause des LGBT, plus particulièrement des lesbiennes)

### Non-fiction
- (en) Queer TV China: televisual and fannish imaginaries of gender, sexuality, and chineseness, HKU Press, coll. « Queer Asia », 2023 (ISBN 978-988-8805-61-7)
- (en) Lin Song, Queering Chinese Kinship : Queer Public Culture in Globalizing China, juin 2022 (ISBN 9789888528738)
- (en) Boys' love, cosplay, and androgynous idols: queer fan cultures in mainland China, Hong Kong, and Taiwan, Hong Kong University Press, coll. « Queer Asia », 2017 (ISBN 978-988-8390-80-9)
- (en) John Wei, Queer Chinese cultures and mobilities: kinship, migration, and middle classes, Hong Kong University press, coll. « Queer Asia », 2020 (ISBN 978-988-8528-27-1)
- « Travis SK Kong, Chinese Male Homosexualities: Memba, Tongzhi and Golden Boy », Sexualities, vol. 14, no 6,‎ décembre 2011, p. 748–750 (ISSN 1363-4607 et 1461-7382, DOI 10.1177/1363460711422322, lire en ligne)
- Laurent Long et Jean-Claude Féray, "Observations inédites d'Henri Jeoffrai sur la pédérastie en Chine", Inverses no 9, 2009.
- Christophe Comentale, "L'image du nu masculin en Chine: un XXIe siècle venu de loin", Inverses no 4, 2004.
- Tze-Lan D. Sang, The Emerging Lesbian: Female Same-Sex Desire in Modern China, University of Chicago Press, 2003.
- (en) Timothy Brook, The Confusions of Pleasure: Commerce and Culture in Ming China, Berkeley, University of California Press, 1998.  (ISBN 0-520-22154-0) (Paperback).
- Michael Szonyi, "The Cult of Hu Tianbao and the eighteenth-Century Discourse of Homosexuality", Late Imperial China, Volume 19, Number 1, June 1998, 1-25.
- Hua Shan Zhou et Wu Gany, Histoires de camarades : les homosexuels en Chine, Paris, Méditerranée, 1997.
- Wu Chunseng, "La vie gaie et lesbienne en Chine", La Revue h no 4, printemps 1997.
- Laurent Long, "Manches coupées" et "Repas en tête-à-tête", La Revue h no 4, printemps 1997.
- Bret Hinsch, Passions of the Cut Sleeve: The Male Homosexual Tradition in China, The University of California Press, 1990,  (ISBN 0-520-06720-7).
- Robert van Gulik, La Vie sexuelle dans la Chine ancienne (Sexual Life in Ancient China, 1961), Paris, Gallimard, coll. « Tel ».

### Fiction
- Anonyme, Épingle de femme sous le bonnet viril : Chronique d'un loyal amour, traduit par André Lévy, Paris, Mercure de France, 1997.  (ISBN 978-2715220102)
- Anonyme, Le Tombeau des amants. Conte chinois de la fin des Ming, traduit par Thomas Pogu, Paris, Cartouche, coll. « Les classiques », 2012.  (ISBN 978-2915842920)